# Mathieu Chabrol
Mathieu Chabrol, né à Limoges le 3 mars 1735 et mort à Mézières le 12 février 1815, est un médecin militaire et chirurgien français.

## Biographie
Après avoir terminé ses cours aux écoles de Montpellier et de Paris, Chabrol se fit recevoir docteur et fut nommé chirurgien-major de l’école royale du génie de Mézières en 1763.
Quelques observations insérées dans les journaux l’ayant fait connaître avantageusement, il fut agrégé, en 1776, au collège de médecine de Nancy. La Société royale de médecine le nomma l’un de ses correspondants en 1785 et, dans sa séance du 26 août 1788, elle lui témoigna, par une médaille d’or, sa satisfaction pour les Mémoires qu’il lui avait communiqués. L’année précédente, l’Académie royale de chirurgie lui avait fait le même honneur.
Au commencement de 1794, Chabrol fut nommé chirurgien en chef de l’armée des Ardennes ; mais il n’avait déjà plus la vitalité si nécessaire à de telles fonctions et, après les avoir exercées quelques mois, il fut adjoint à la commission générale de santé à Paris.
La place de médecin en chef de l’hôpital militaire de Mézières devenu vacante en 1795, il l’obtint comme récompense de ses services.
On a de lui, dans les journaux de médecine, des Observations sur une concrétion polypeuse ; sur l’emploi de l’agaric de chêne dans les hémorragies ; sur l’usage des fumigations dans les maladies des voies lacrymales, etc.
Dans les Mémoires de la Société royale de médecine, la Relation d’une opération césarienne pratiquée avec succès, II, 236 ; Remarques et additions, III, 267.
Il a rédigé quatre articles sur la Chirurgie pour le Supplément à l'Encyclopédie, qui seront ensuite repris dans l’Encyclopédie méthodique

## Sources
- Ressource relative à la santé :   - Bibliothèque interuniversitaire de santé
- Jean-Baptiste-Joseph Boulliot, Biographie ardennaise ou Histoire des ardennais, Paris : Ledoyen, 1830, pp.217-220
- Joseph-François Michaud, Louis-Gabriel Michaud, Biographie universelle, t. 60 [supplément], Paris, C. Desplaces, t. 2, 1836, p. 366.